# كاس بيترز
كاس بيترز (بالهولندية: Cas Peters)‏ (13 مايو 1993 بأولدنزال في هولندا - ) هو لاعب كرة قدم هولندي في مركز الوسط. لعب مع تفينتي أنشخيدة ودي غرافشاب وغو أهد إيغلز ونادي إيمن وناسيونال ماديرا وJong FC Twente ‏.

## روابط خارجية
- كاس بيترز على موقع قاعدة بيانات كرة القدم.إي يو (الإنجليزية)
- كاس بيترز على موقع بيانات كرة القدم. دي إي (الألمانية)
- كاس بيترز على موقع Soccerway.com (الإنجليزية)
- كاس بيترز على موقع عالم كرة القدم.نت (الإنجليزية)